# Открытый чемпионат Тяньцзиня по теннису
Tianjin Open — женский международный теннисный турнир, проходящий с 2014 года на хардовых кортах  на территории Международного теннисного центра в Тяньцзине (Китай).
Входит в группу из шести турниров WTA, проводимых в КНР: турнир серии WTA Premier Mandatory в Пекине, турнир серии WTA Premier 5 в Ухане, а также международные соревнования в Шэньчжэне, Гонконге и Гуанчжоу.

## Финалы разных лет

### Одиночный турнир
| Год  | Победитель          | Финалист          | Результат  |
| ---- | ------------------- | ----------------- | ---------- |
| 2019 | Ребекка Петерсон    | Хезер Уотсон      | 6–4 6–4    |
| 2018 | Каролин Гарсия      | Каролина Плишкова | 7–6(7) 6–3 |
| 2017 | Мария Шарапова      | Арина Соболенко   | 7–5 7–6(8) |
| 2016 | Пэн Шуай            | Алисон Риск       | 7–6(3) 6–2 |
| 2015 | Агнешка Радваньская | Данка Ковинич     | 6–1 6–2    |
| 2014 | Алисон Риск         | Белинда Бенчич    | 6–3 6–4    |

### Парный  турнир
| Year | Победители                          | Финалисты                      | Результат         |
| ---- | ----------------------------------- | ------------------------------ | ----------------- |
| 2019 | Сюко Аояма Эна Сибахара             | Мию Като Нао Хибино            | 6–3 7–5           |
| 2018 | Николь Мелихар Квета Пешке          | Моника Адамчак Джессика Мур    | 6–4 6–2           |
| 2017 | Ирина-Камелия Бегу Сара Эррани      | Нина Стоянович Далила Якупович | 6–4 6–3           |
| 2016 | Кристина Макхейл Пэн Шуай           | Магда Линетт Сюй Ифань         | 7–6(8) 6–0        |
| 2015 | Сюй Ифань Чжэн Сайсай               | Дарья Юрак Николь Мелихар      | 6–2 3–6 [10–8]    |
| 2014 | Алла Кудрявцева Анастасия Родионова | Сорана Кырстя Андрея Клепач    | 6–7(6) 6–2 [10–8] |